# Dealul Mitropoliei
Dealul Mitropoliei (désignation en roumain pour "Colline de la Métropole"), appelé également Dealul Patriarhiei, est une petite colline de Bucarest (Roumanie), et un important centre touristique, religieux, architectural, culturel et historique de la capitale. Du point de vue religieux, la colline accueille un des centres de l’Église Orthodoxe Roumaine, à savoir notamment le siège du Patriarcat Roumain et la résidence du patriarche.
De nombreux évènement de l'histoire de la Roumanie sont intimement liés à ce lieu. La Chambre des députés de Roumanie et la Grande Assemblée nationale s'y réunissaient encore jusqu'en 1997, dans le palais de la Chambre des Députés dans le complexe patriarcal. C'est également à cet endroit qu'Alexandru Ioan Cuza a été élu Prince de Moldavie et de Valachie.

## Histoire

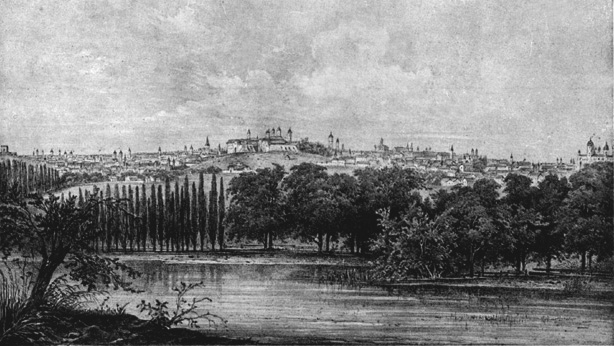
Bucarest au début du XIXe siècle. Le Dealul Mitropoliei au centre, avec la Curtea Arsă à gauche et le monastère Radu Vodă (peinture de R. Bielitz)

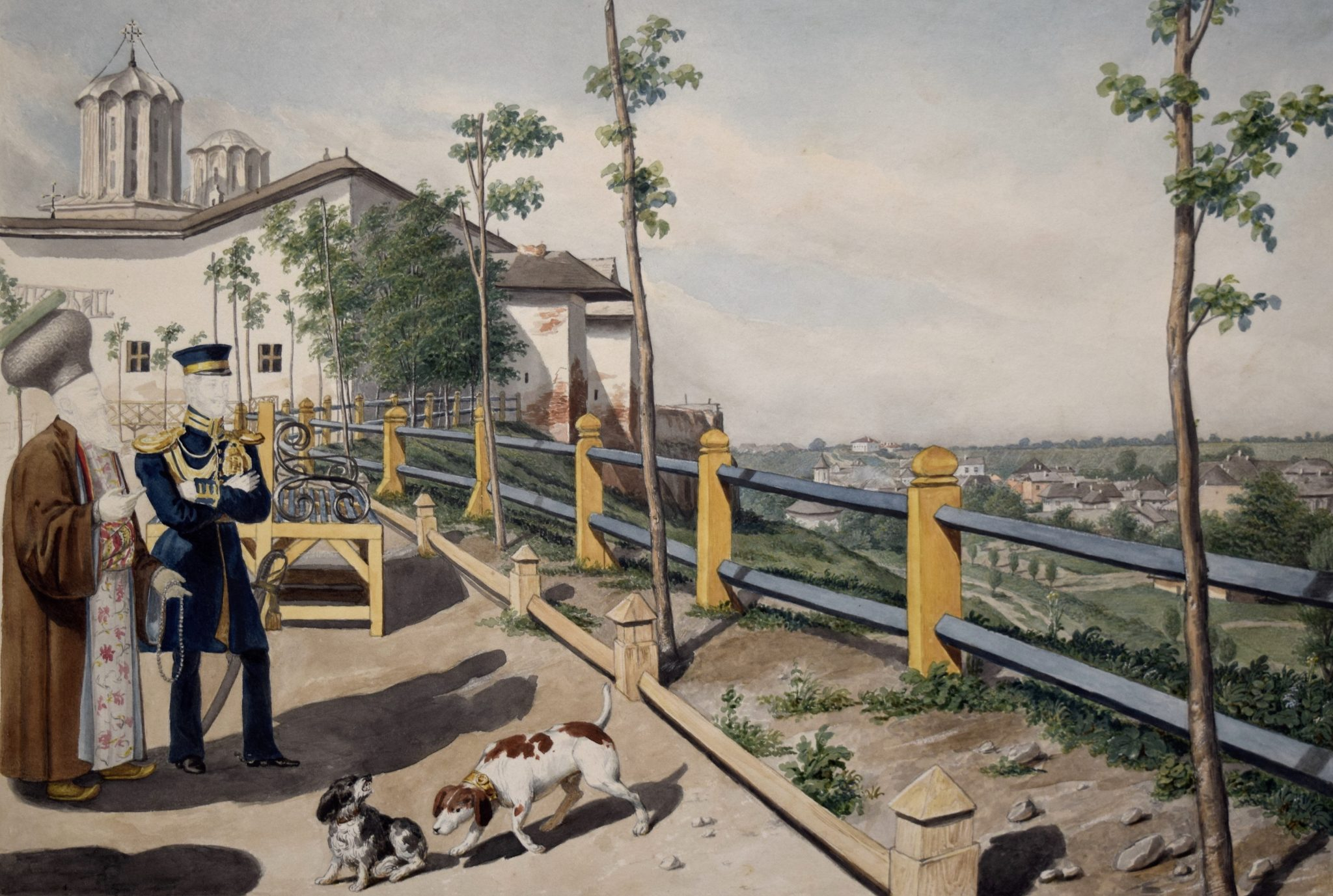
Le Dealul Mitropoliei en 1832

Aux environs de 1650, la colline était couvertes de vignes appartenant au voïvode du pays. Le complexe monastique a été entouré de murs, semblable à une citadelle ; depuis 1698, un accès à la cour du monastère a été réalisé par la construction du clocher par Constantin Brâncoveanu. Trois pierres en forme de croix sont érigées dans la cour : une en mémoire de Teodosie (mort en 1708), une autre en honneur de Mikhaïl Andreïevitch Miloradovitch (mort en 1825), et une pour commémorer la révolte de 1655 des seimeni, pendant le règne de Constantin Şerban, contre les Boyards. Les seimeni étaient un régiment de 2000 soldats étrangers, constitués par le prince, dont la mission était de combattre dans les guerres étrangères. Durant cette révolte, Papa Brâncoveanu, père de Constantin, a été tué. Preda, le père de Papa, plus tard assassiné par Radu IX Mihnea, éleva une croix en bois à l'endroit où son fils a été tué. Plus tard, un des fils de Constantin Brâncoveanu, Constantin Beizadea, remplaça la croix de bois en une croix en pierre, toujours entretenue, avec une inscription indiquant une construction effectuée le 20 juillet 1713.
En 1859, l'élection de Alexandru Ioan Cuza en tant que prince de Moldavie et de Valachie a été saluée avec des acclamations importantes des habitants des deux principautés. Malgré cela, un mouvement conservateur en Valachie resta opposé à la victoire de Cuza. Les conservateurs possédant une majorité de l'assemblée électorale, les unionistes décidèrent de réunir la foule pendant les sessions du 22 au 24 janvier 1859. Environ 30 000 personnes se sont rassemblées sur le Dealul Mitropoliei, des habitants de Bucarest et des environs qui sont venus pour supporter Cuza et pour garder sous pression la législature. Dans le but de libérer l'assemblée de la pression populaire, le bureau du caïmacan de Valachie décida de déplacer deux bataillons de troupes au milieu de la foule sur la colline et d'utiliser la force pour la disperser. À cause de la pression de la foule et du désir d'éviter un bain de sang, le Général Barbu Vlădoianu a été contraint d'ordonner le retour de ses troupes dans leurs casernes. Dans la soirée du 23 janvier, les conservateurs ont réalisé qu'ils ne pouvaient pas compter sur le support de l'armée à leur position, ainsi le jour suivant, l'assemblée vota à l'unanimité pour adopter la motion de Vasile Boerescu proclamant Cuza prince de Moldavie et de Valachie.

## Lieux particuliers
La cathédrale Patriarcale de Roumanie est au centre de la place sur la colline. Les autres bâtiments sont situés de la manière suivante : vers l'ouest, les chilii (anciennes cellules monastiques), plus tard transformés en bureaux du patriarcat ; vers le sud-est, le palais Patriarcal ; vers l'est, la chapelle paraclis et l'ancienne Chambre des Députés ; vers le Nord, le clocher. Le complexe est surveillé par les soldats de l'Armée Roumaine. Lors des fêtes, notamment celle de Pascha, une foule dense se retrouve sur la colline, pratique qui ne pouvait pas se dérouler durant la période communiste.

### Cathédrale Patriarcale de Roumanie

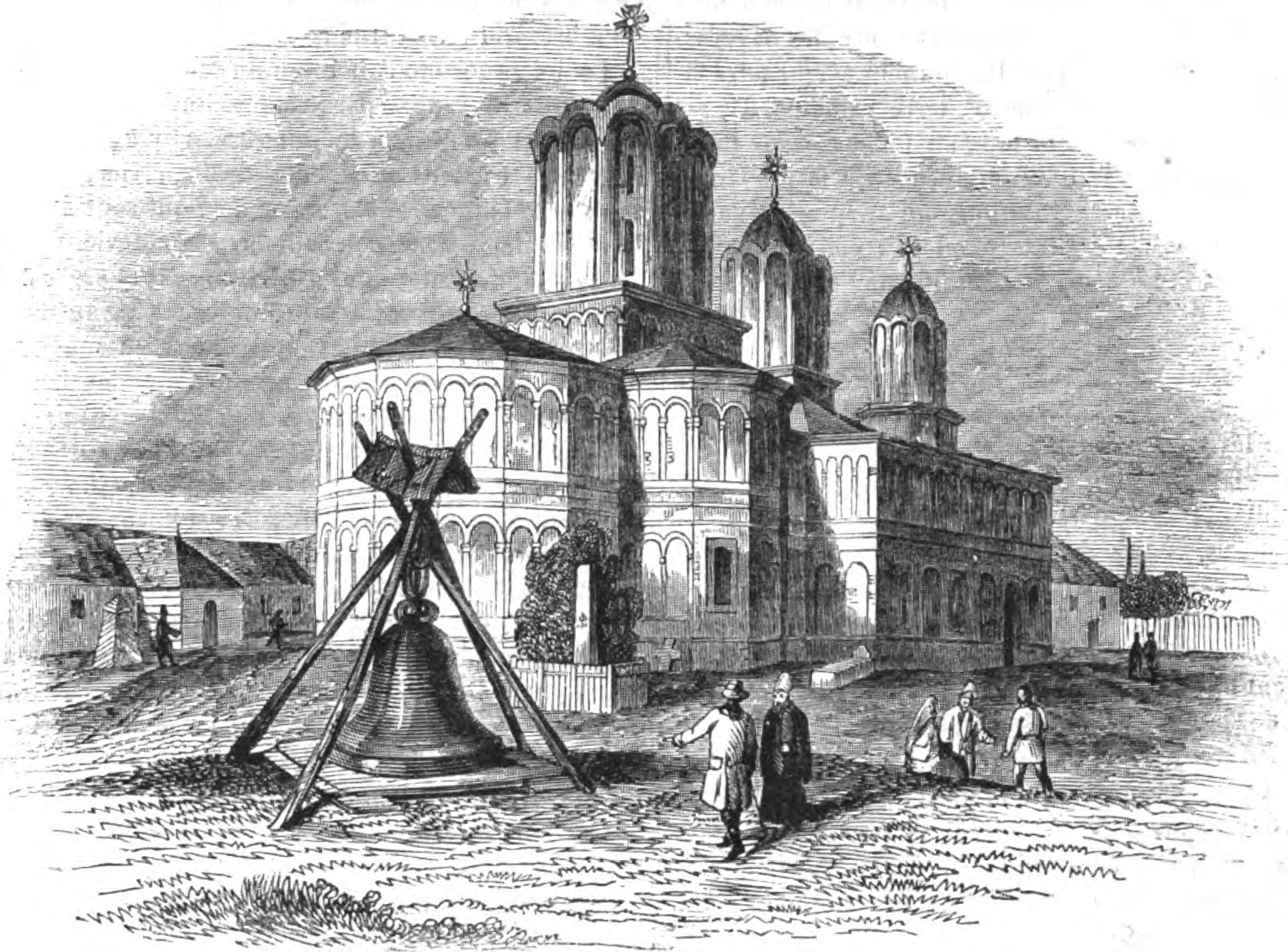
Cathédrale Patriarcale de Roumanie en 1837

La cathédrale, dévouée à saint Constantin I et à sainte Hélène de Constantinople a été construite entre 1654 et 1658 par Constantin Şerban et sa femme Bălaşa, et inaugurée par Mihnea III en 1658. Elle devient rapidement la cathédrale métropolitaine de Valachie. En 1925, elle a été élevée au rang de Patriarcat.
Comme pour des nombreux édifices religieux de cette période et du pays, le nom du bâtisseur principal est inconnu. Les officiels (dregători) sont Radu Dudescu et Gheorghe Sufariu.
La cathédrale a été restaurée de nombreuses fois (de 1792 à 1799, de 1834 à 1839, en 1850, en 1886 et entre 1932 et 1935), ce qui explique pourquoi le bâtiment ne ressemble plus à sa forme originelle, de nombreuses finitions et ajustements ayant été réalisés au cours du temps. À l'intérieur de la cathédrale, des reliques de saint Dimitrie Basarabov sont conservées dans un cercueil d'argent, ayant été rapportées de Bulgarie le 13 juillet 1774.

### Chapelle du Palais Patriarcal
La chapelle est le plus important bâtiment de la colline. Construite dans le XVIIe siècle en même temps que le palais, la chapelle a été reconstruite en 1723. Une inscription rédigée en grec à l'intérieur, peinte au-dessus de la porte, permet de déterminer à qui elle est dédiée. L'inscription, selon des versets du poète Dimitrie Notara précisent : Nicolae Mavrocordat et Daniil Topoloveanu (1719–1731) sont présentés en tant que fondateurs, alors qu'en fait ils sont les restaurateurs. 

### Clocher

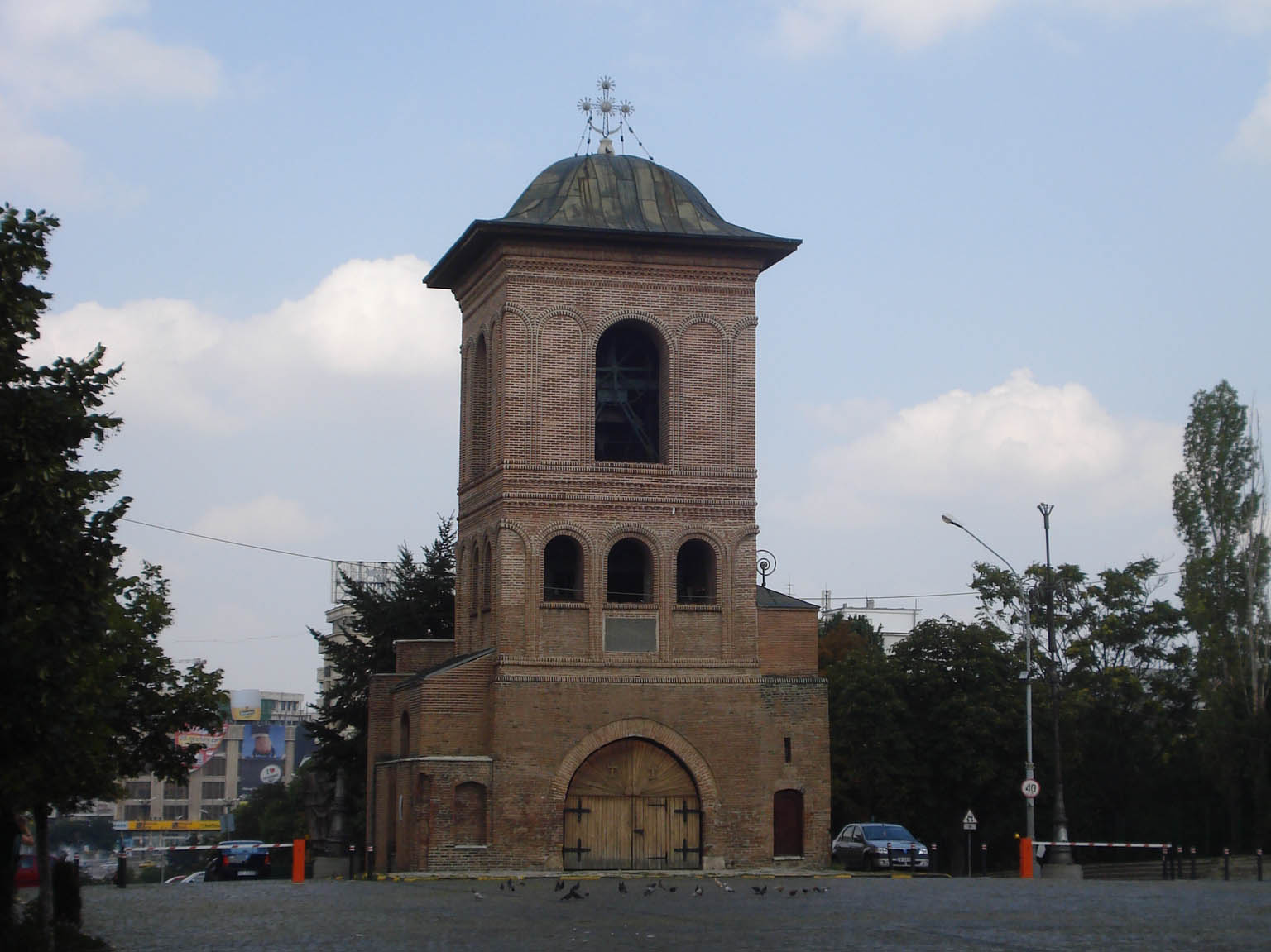
le clocher

Lorsque le clocher (clopotniţa) a été construit, le complexe monastique était entouré de murs, les bâtiments étant situés dans une cour délimitée par ces murs. En 1698, Constantin Brâncoveanu ordonna la construction d'une porte d'entrée traditionnelle, qui est de la forme d'un clocher. L'édifice a été restauré entre 1956 et 1958.
C'est proche de ce clocher que Barbu Catargiu, premier Premier ministre de Roumanie, a été assassiné à 5 heures de l'après-midi le 20 juin 1862. Il est arrivé sur la colline pour prononcer un discours avant l'assemblée des députés, dans une session proche du Palace de la Chambre des Députés.

### Palais Patriarcal

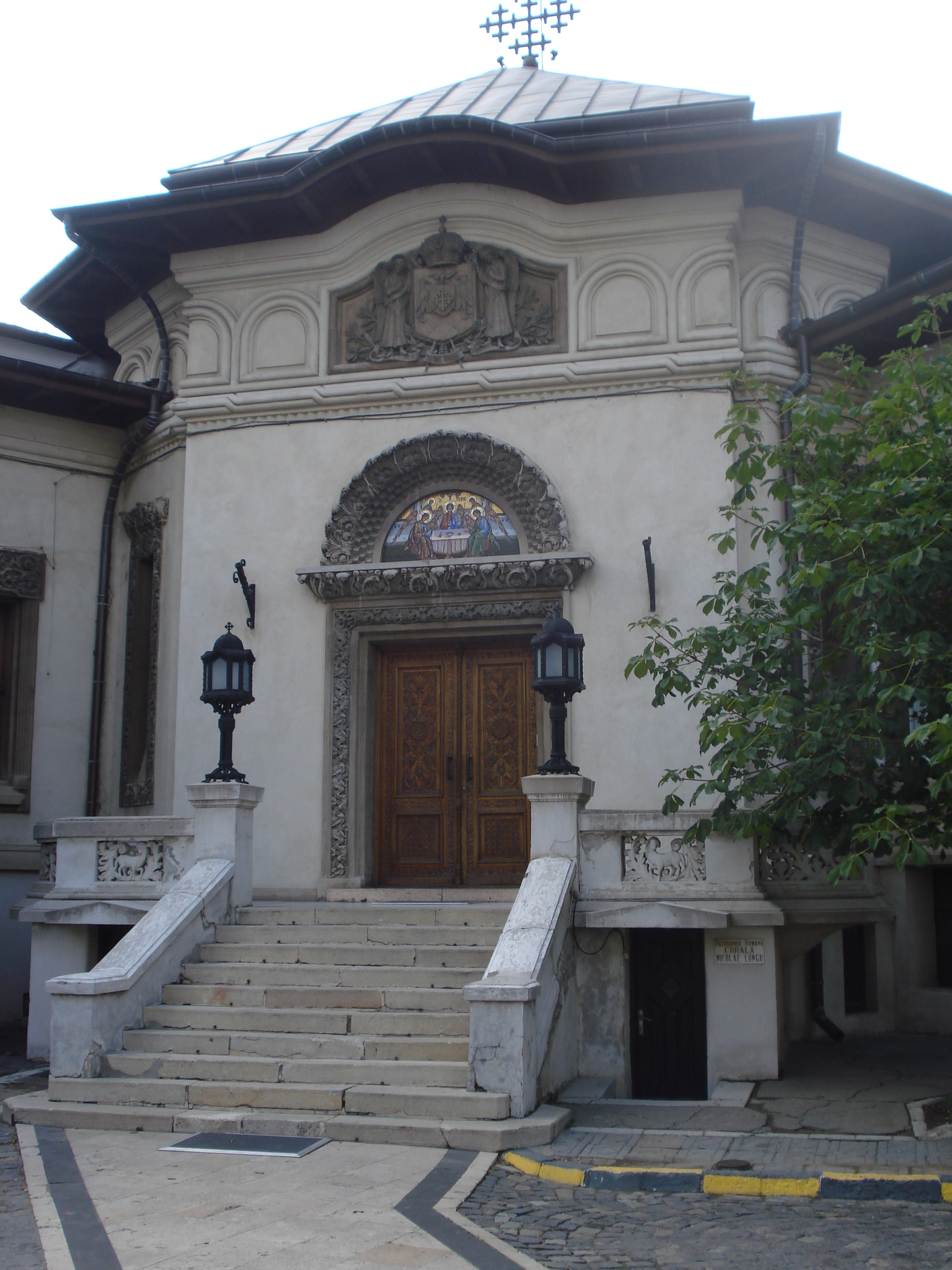
Entrée du palais Patriarcal

Cce qu'on appelle maintenant le palais Patriarcal a été construit pendant le règne de Constantin Şerban et était destiné à recevoir les starets du monastère. Après 1688, lorsque Radu Leon nomma le monastère cathédrale métropolitaine du pays, le vieux palais a été reconstruit ; depuis ce temps, il a connu des extensions et de nouvelles ailes ont été ajoutées. Entre 1932 et 1935, l'architecte Gheorghe Simotta ajouta une nouvelle section au palais, maintenant sa zone principale, comprenant une large salle du trône, des chancelleries, l'appartement du patriarche et diverses autres pièces.
Sur les murs du palais, il existe une série de tableaux représentant différentes scènes de l'histoire du monastère, ainsi que de l'histoire de la Roumanie. Les pièces sont décorées de tableaux et de sculptures représentant le buste des patriarches. À l'intérieur, des vêtements onéreux et des objets utilisés lors des offices religieux sont présentés dans des bibliothèques de verre.

### Palais de la Chambre des Députés

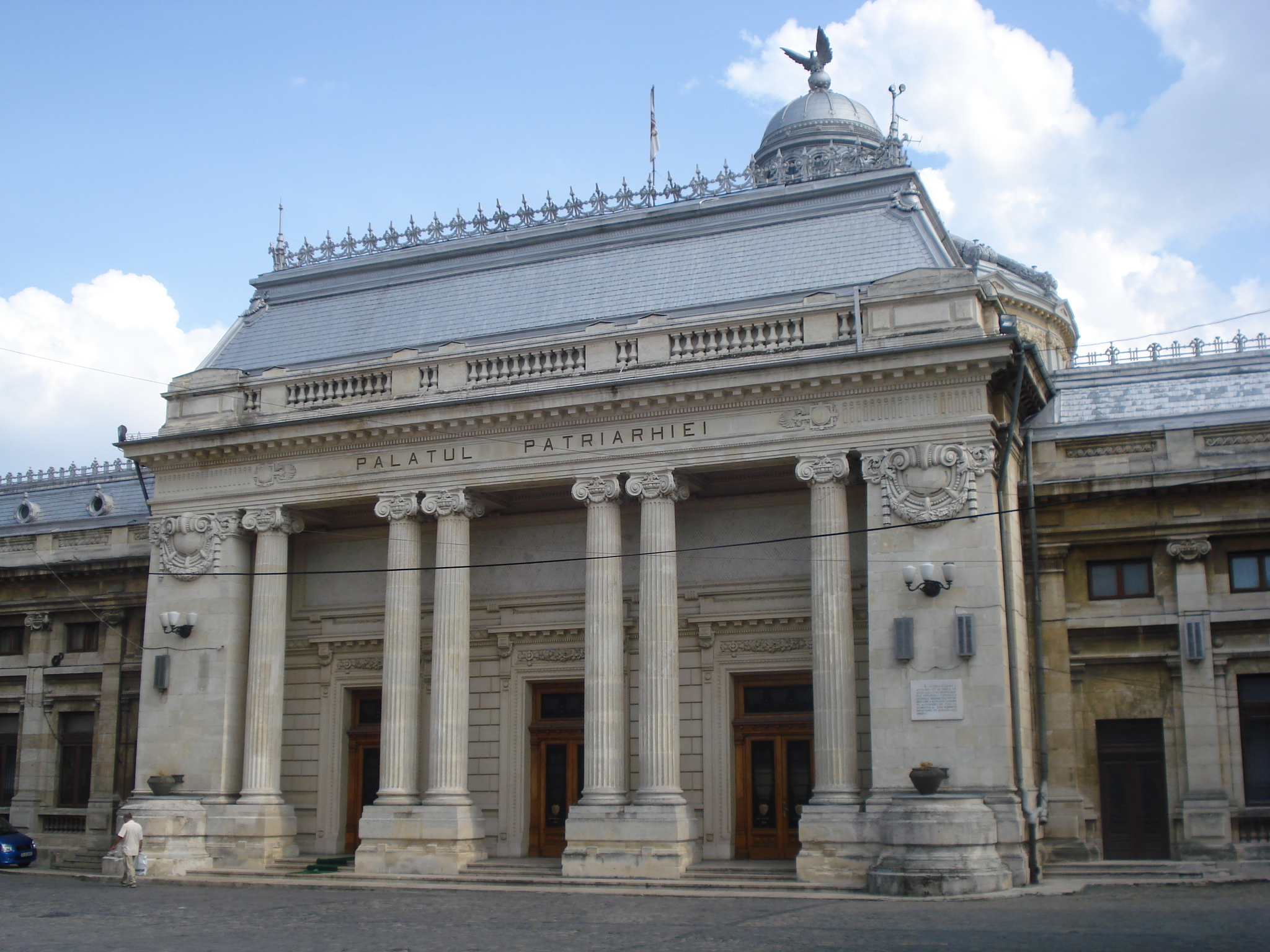
Palais de la Chambre des Députés

Le palais a été construit en 1907 sur les plans de l'architecte Dimitrie Maimarolu, sur le lieu du divan princier, lui-même construit où un groupe d'anciens bâtiments monastiques se trouvaient. Le palais est de style néo-classique, avec une façade de 80 mètres, au centre de laquelle un péristyle comportant six colonnes ioniques. On y retrouve à l'intérieur des bustes de bronze et de marbre, ainsi que des tableaux, de personnalités politiques importantes de l'histoire de la Roumanie. La bibliothèque du palais comprend plus de 11 000 volumes de débats parlementaires, des copies du Monitorul Oficial et des publications officielles similaires, et plus de 7000 livres.
Le bâtiment accueillit la Chambre des Députés jusqu'à 1997, lorsque la plus basse chambre du Parlement fut déplacée dans le palais du Parlement. Depuis cette année, le patriarcat roumain administre le palais.

## Monuments
La Alexandru Ioan Cuza a été inauguré le 20 mars 2004, lors du 184e anniversaire de sa naissance. Ion Iliescu, alors Président de Roumanie, réalisa l'inauguration en présence d'autres dignitaires, tels que le Premier Ministre Adrian Năstase et le Patriarche Teoctist. Paul Vasilescu en est le sculpteur. 
Les officiels roumains considérèrent l'emplacement de la statue à Bucarest comme l'effacement d'une erreur historique, étant donné que la capitale nationale de la Roumanie ne disposait pas d'une statue du premier dirigeant de l'époque moderne 
Le patriarche Teoclist nota que la localisation choisie ne s'est pas faite au hasard mais liée au fait que c'est sur le Dealul Mitropoliei que Cuza a été élu prince.
Jusqu'à 1984, une statue de Barbu Catargiu était érigée sur la colline à l'endroit où il a été tué. La statue de la Louve Capitoline de Bucarest a également été présente sur la colline de 1931 à 1965.

### Horloge solaire
L'horloge solaire (ceasornicul de soare) ou tunul meridian était située sur la colline. Sa position exacte est inconnue mais elle était à proximité du clocher. Placée sur le Dealul Mitropoliei en 1845, elle fonctionna jusqu'à la révolution valaque de 1848, lorsqu'elle a été détruite par une foule en colère, ainsi que le Regulamentul Organic, qui a été brûlé.
Le mécanisme de l'horloge était relativement simple mais ingénieux. Un cadran solaire était placé sur un piédestal de marbre, le système était basé sur des lentilles et un baril de canon. Les deux éléments étaient placés d'une telle manière que les rayons du soleil focalisaient sur la lentille, après quoi l'énergie résultant du soleil entrait en contact avec la poudre du canon. Le résultat de l'explosion s'entendait dans toute la ville, prévenant les habitants qu'il était midi. Aujourd'hui, il ne reste que la base du système, même si des plans de reconstruction de l'horloge ont été décidés de manière intermittente pendant la fin du XIXe siècle.